# Крупское (Львовская область)
Крупское (укр. Крупське) — село в Розвадовской сельской общине Стрыйского района Львовской области Украины.
Население по переписи 2001 года составляло 1494 человека. Занимает площадь 1,7 км². Почтовый индекс — 81635. Телефонный код — 3241.